# Imakerék

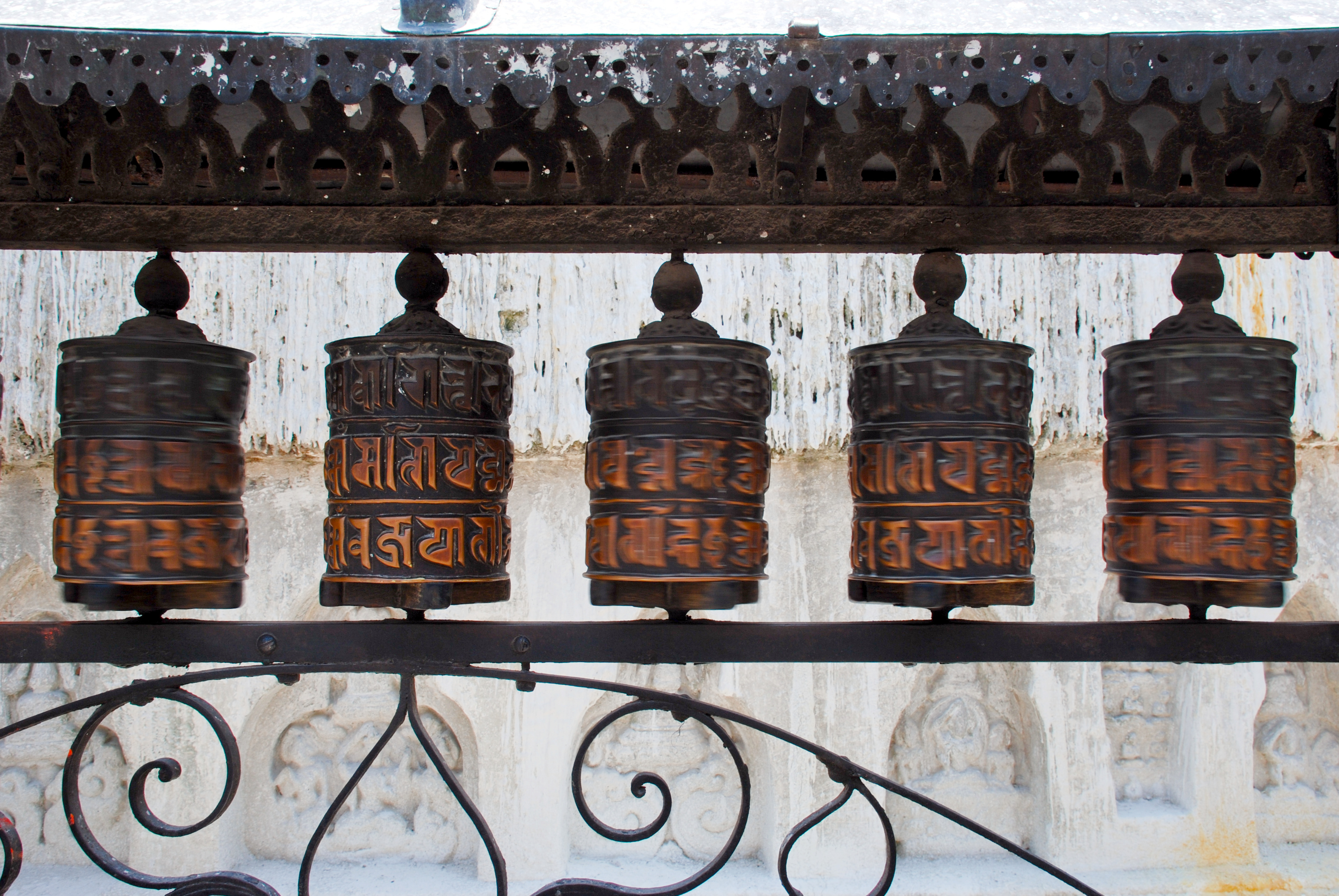
Imakerekek Szvajambunathban, Nepál

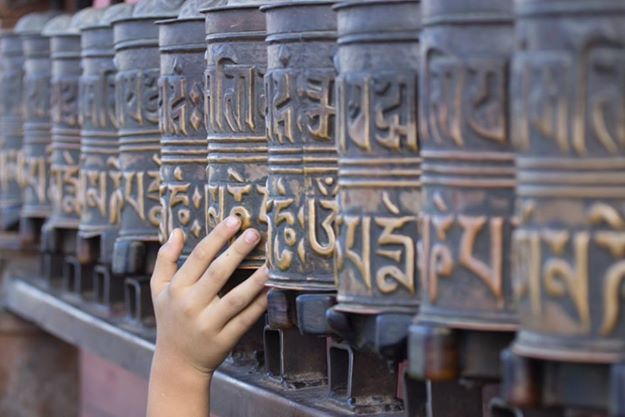
Kisfiú forgatja az imakerekeket Szvajambunathban, Nepál

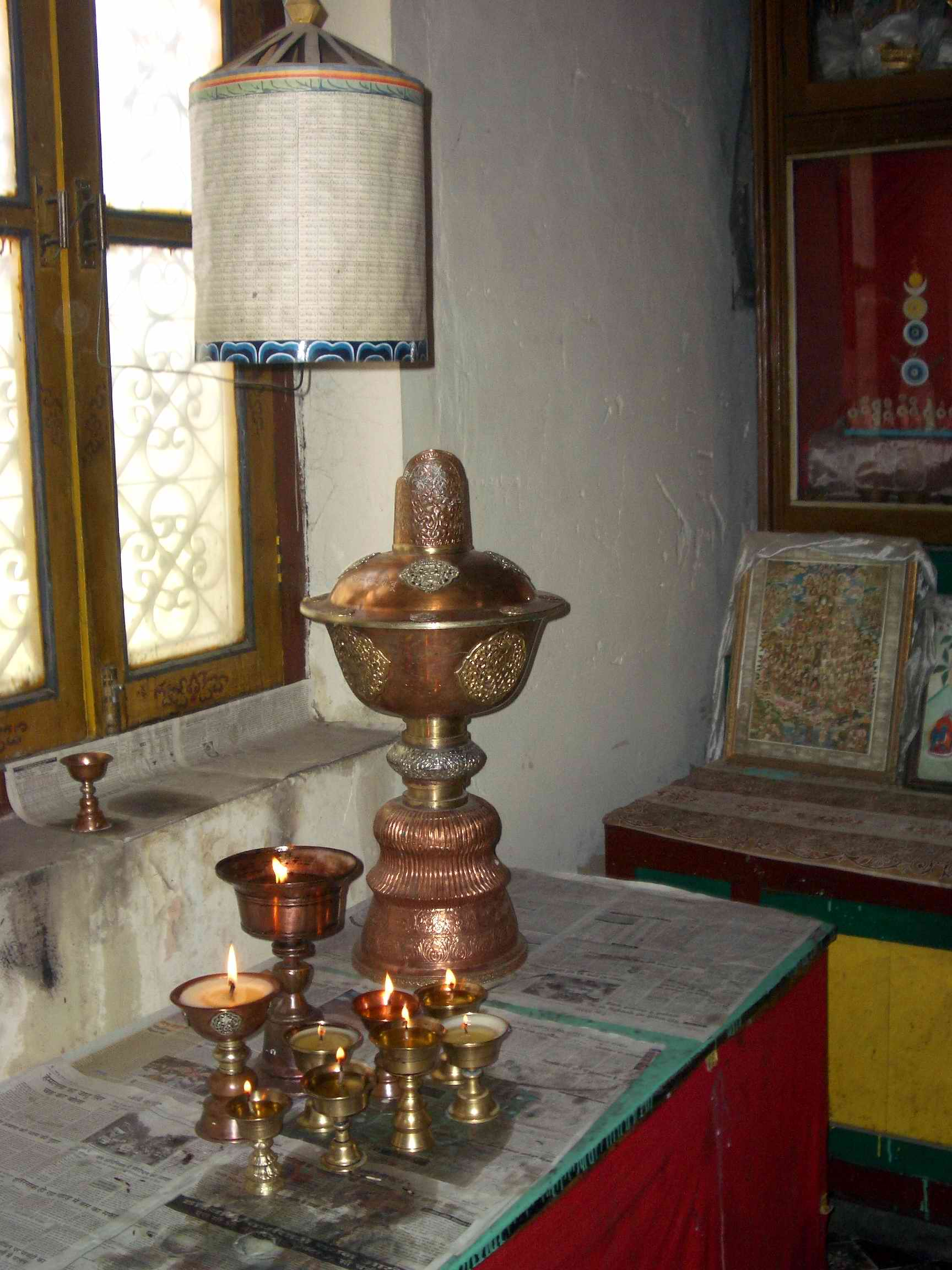
Vajlámpa mozgatta imakerék - Himacsal Prades, India

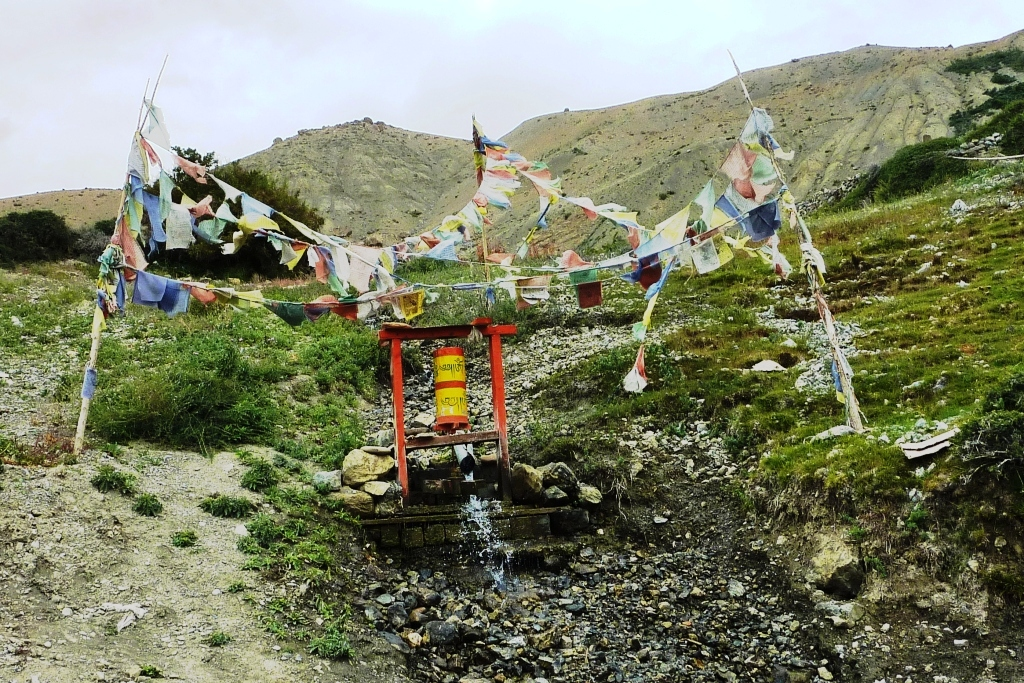
Vízhajtású imakerék - Szpiti-völgy, India

Az imakerék vagy imamalom a buddhizmusban használt henger alakú nyeles kerék (tibeti: འཁོར་, wylie: khor) fémből, fából, kőből, bőrből vagy durva pamutból. Hagyományosan az om mani padme hum mantra szerepel a kerek külsején szanszkrit nyelven. Előfordul, hogy dákiníkat, azaz védelmező alakokat ábrázolnak, valamint hordozzák a nyolc szerencsehozó szimbólumot is, az astamangalákat. A henger közepén található a fából vagy fémből készített „életfa”, amelyre bizonyos mantrákat írnak vagy rátekerik. Akár több ezer (nagy kerekek esetében akár több millió) mantrát tekernek az életfára. Az om mani padme hum mantra a legjellemzőbb, de más mantrákat is használnak. A tibeti buddhizmus hagyományaiban az imakerékkel kapcsolatban az átadási vonalakban használt szövegekre támaszkodnak. Az ilyen kerekek meghajtása ugyanolyan érdemeket szül, mint a szóval kimondott ima.

## Eredete
Az imakerekek legkorábbi említése egy i. sz. 400 környéki kínai szerzetestől valók, aki Ladakban látott ilyen eszközöket. Az imakerék elképzelése azon alapszik, hogy azzal létrehozzák a „dharmakerék megforgatásának” fizikális eszközét. A dharma kerekének első megforgatásának azt nevezik, amikor a történelmi Buddha legelőször adott tanításokat a megvilágosodása után. Az imakerék segítségével az írástudatlan és iskolázatlan emberek is gyakorolni tudják a buddhista tanokat, ugyanis ezek hatása megegyezik a szóbeli gyakorlással.
A tibeti hagyományok szerint az imakerék átadásvonala egészen Nágárdzsuna indiai mesterig nyúlik vissza. A tibeti szövegek azt is leírják, hogy ezt a gyakorlatot Tilopa és Náropa indiai mesterek valamint Marpa és Milarepa tibeti mesterek tanították.

## A gyakorlat

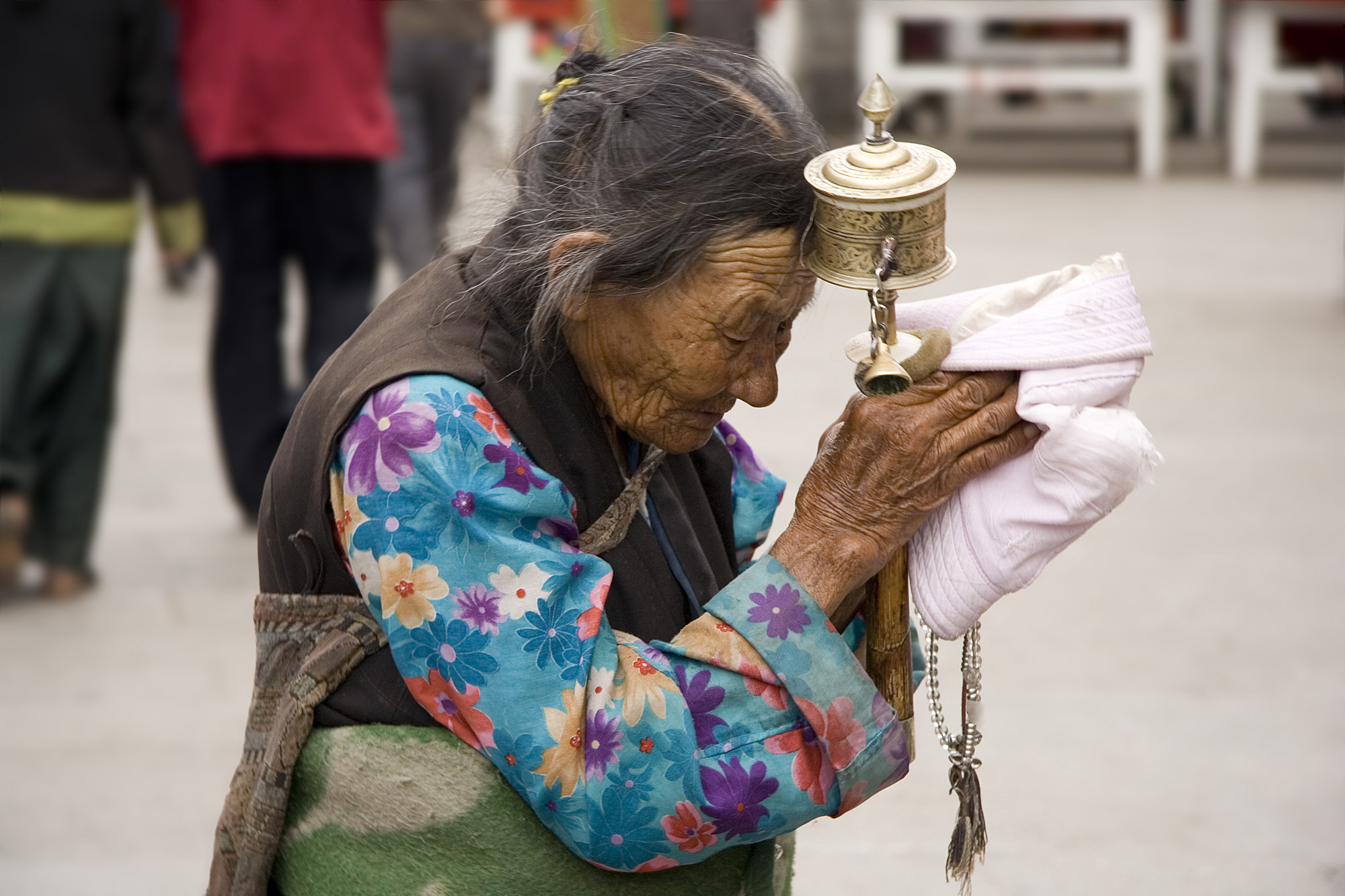
Idős tibeti asszony imakerékkel

Az imakerekekről szóló hagyományvonal szövegei szerint az imakerekek a bölcsesség és az érdemek (jó karma) összegyűjtésére használhatóak, illetve a negatív cselekedetek megtisztítására. A buddhizmusban a buddhák és a bodhiszattvák sok módszert hoztak létre annak érdekében, hogy segítsék a gyakorlókat a megvilágosodás eléréséhez. A mantrák forgatása a tantrikus gyakorlatok közé tartozik, amelyekben a tantrikus gyakorló vizualizálja a nádik körül forgó mantrákat, főleg a meridián csakra körül, amely a szív és a korona. Az imakerekek ezáltal vizuális segédeszköznek számítanak a tantrikus gyakorló számára. Az imakerék gyakorlatát végzők spirituális módszere meglehetősen specifikus (ezek buddhista szektánként valamelyest eltérőek). A gyakorlók általában óramutató járásával megegyező irányban forgatják a kereket, ahogyan a mantrákat írták és ahogyan a nap halad át az égen. Ritkábban, a haladó tantrikus gyakorlók, mint például a Szenge Dongma, az oroszlán arcú dákiní, ellentétes irányban forgatja a kereket, amely harciasabb védelmező energiának számít. Miközben a gyakorló forgatja a kereket a tudatát a mantra szövegére összpontosítja és az om mani padme hum szövegét recitálja. Ez nem csak az imakerék forgatásából eredő erényeket növeli, hanem stabilizálja a tudatot is, miközben a test mozog. Ez növeli az imakerék hatékonyságát. Mindazonáltal úgy tartják, hogy még az is érdemszerzéssel jár, ha a gyakorló nem képes teljesen fókuszálni és ha egy rovar áthalad akárcsak az imakerék árnyékán, már haszna lesz belőle később. Ajánlatos a kereket lassan forgatni, mert így könnyebb a tudatot megfelelően összpontosítani az együttérzésen minden érző lény irányába.
Az imakerék forgatásának rendkívüli előnyöket tulajdonítanak. Nem csak a bölcsességet, együttérzést és az ún. bódhicsitta tudatot fejleszti a gyakorló, hanem a spirituális erejét is, mint például a látás, a gondolatolvasás stb. A gyakorlatok elvégzése után a tibeti buddhista hagyományoknak megfelelően a gyakorló felajánlhatja minden megszerzett érdemét az összes érző lény javára.

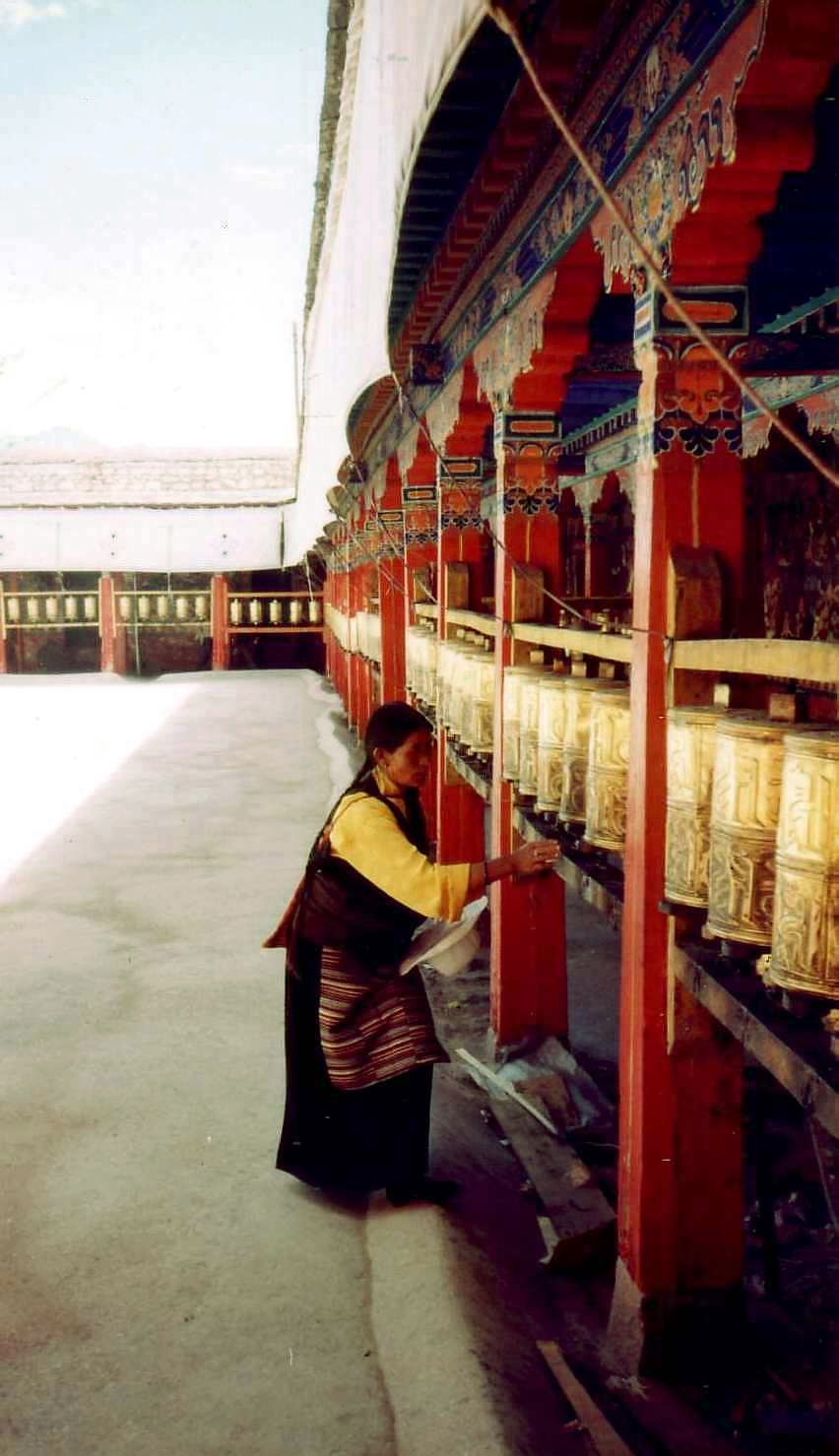
Imakerekek a Necsung kolostorban, Lhásza

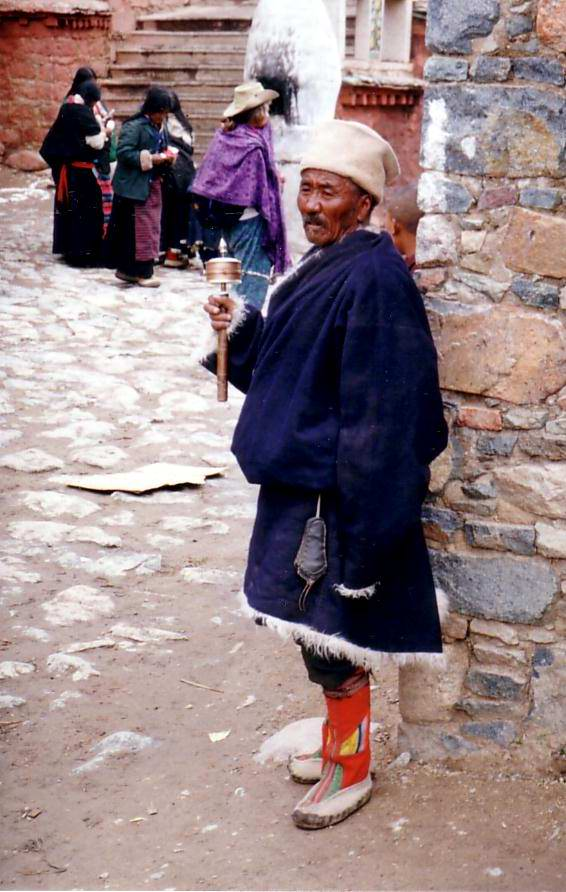
Zarándok imakerékkel, Curphu kolostor, 1993

Thubten Zopa Rinpocse szerint egy imakerék telepítése teljesen átalakíthatja az egész helyet, amely által az békésebbé, kellemesebbé és a tudatnak megfelelőbbé válik.

## Típusai

### Mani kerék
A mani kerék vagy kézi imakerék hengeres, általában fémlemez-testű (gyakran mívesen nyomott) fémtengelyre vagy tűre erősített, fa vagy fém nyeles eszközök, amelyek egy kör alakú tartó segítségével forognak, amelyet kagylóhéjból készítenek. Magát a hengert egy húr vagy egy lánc rögzíti, amelynek végére fém súlyt helyeznek, hogy segítsék a forgathatóságát. A súly kiegyensúlyozza a forgatást, amely ezáltal kevesebb erőkiejtést igényel. Az általánosan használt „imakerék” kifejezés nem túl pontos, mivel az eszközökre mantrákat írnak és nem imákat és a kerék, helyett a „malom” szó jobban visszaadná a tibeti ‘khor-lo kifejezés lényegét, mivel a henger forgatása pozitív energiát termel, amely által a gyakorló bölcsességet és érdemeket gyűjt. Az eszköz tibeti neve mani-csos-khor (མ་ནི་ཆོས་འཁོར་).

### Vízkerék
Ezt a fajta imakereket víz hajtja. Úgy tartják, hogy a kereket érintő víz áldottá válik, és a tisztító hatását eljuttatja minden életforma számára egészen az óceánokban vagy tavakban is, amelyeket táplálnak.

### Tűzkerék
A tűzkerekeket gyertya lángja vagy elektromos fény hője hajtja. Az imakerék által kiadott fény megtisztítja azok negatív karmáit, akik megérintik.

### Szélkerék
A szélkereket a szél hajtja. Az imakereket érintő szél segít a negatív karmák megszüntetésében azok számára, akik megérintik az imakereket.

### Állandó imakerekek
Sok tibeti kolostorban találhatók egymás mellett elhelyezett rögzített fémkerekek. Az arra járók megforgathatják az egész sor kereket, ha haladás közben egyszerűen végighúzzák a kezüket a kerekeken.

### Elektromos dharma-kerekek
Egyes imakerekeket elektromos árammal hajtanak („thardo khorlo”). Ezek ezer Csenrezig és egyéb mantramásolatot viselnek testükön. Ezeket az eszközöket gyakran kíséri fény- és hangjáték, azonban Lama Zopa Rinpocse szerint az elektromos imakerekek megforgatásából származó érdemek a villanygyártó céghez szállnak.

## Galéria

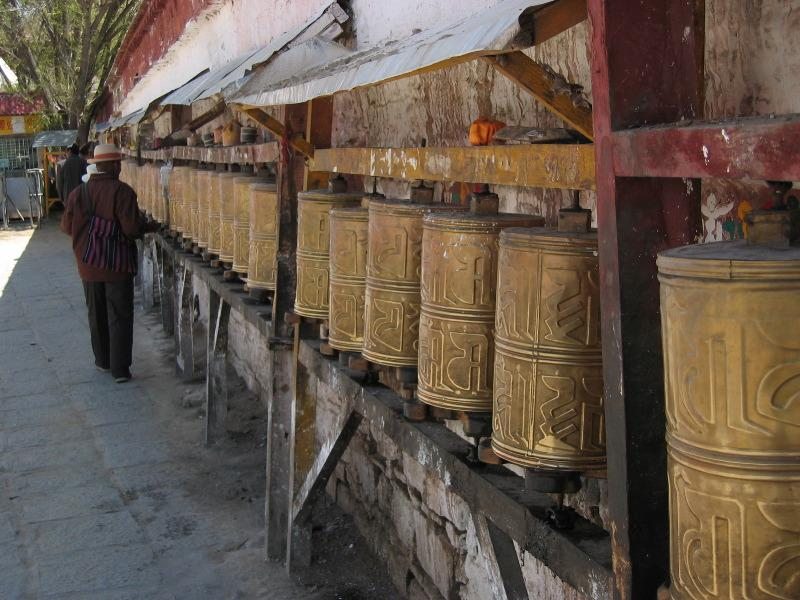
Imakerekek a Szamje kolostorban
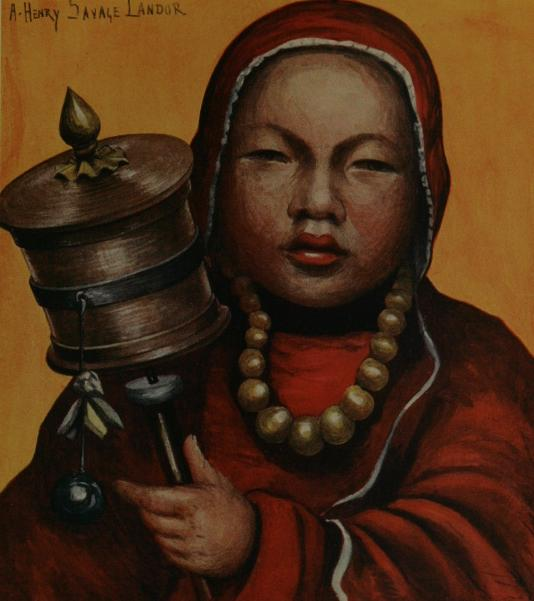
Tibeti kisgyerek imakerékkel
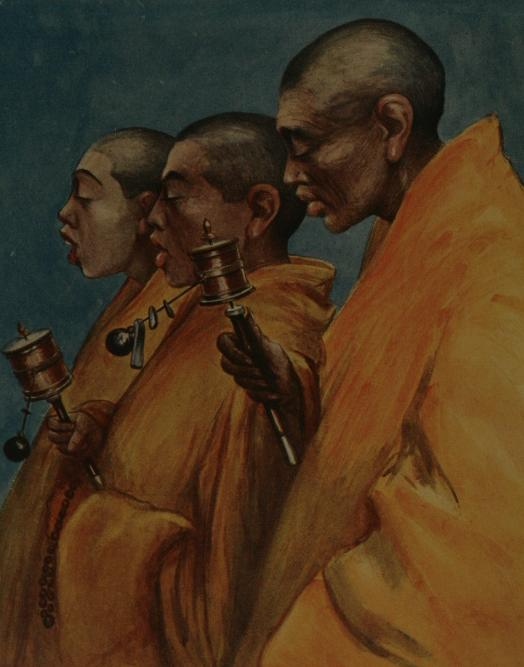
1905-ös illusztráció - egy szerzetes imakerékkel
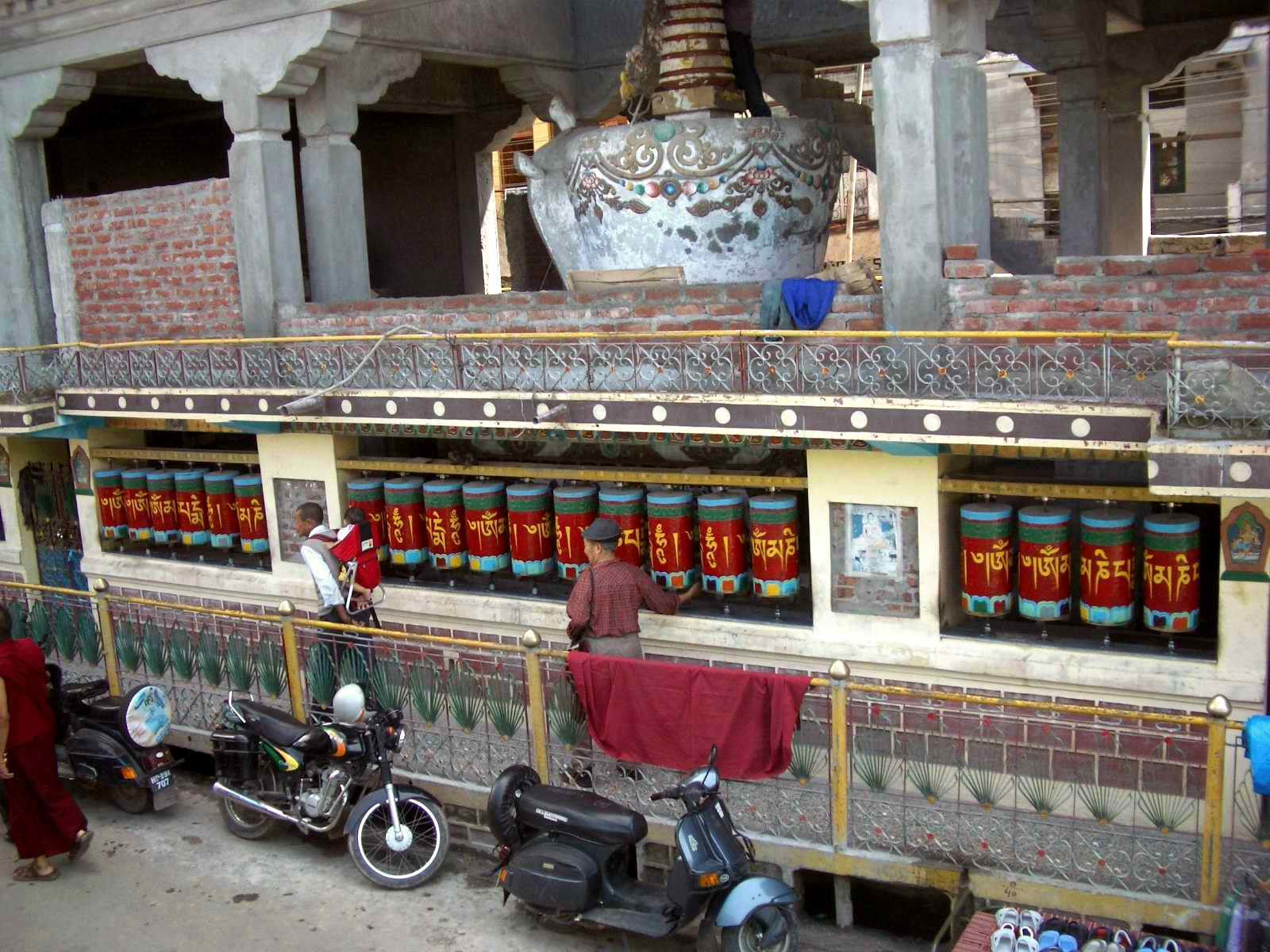
Sztúpa és imakerekek - főutca, McLeod Gandzs
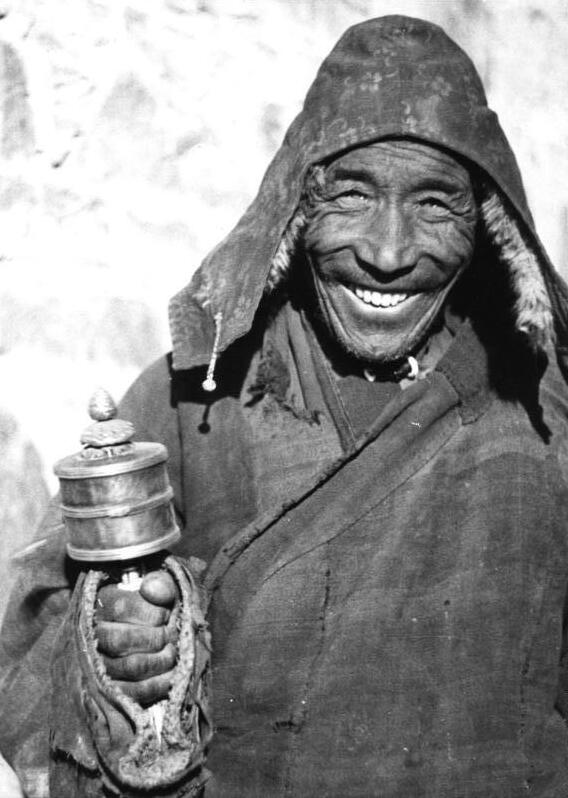
Szerzetes imakerékkel - 1938
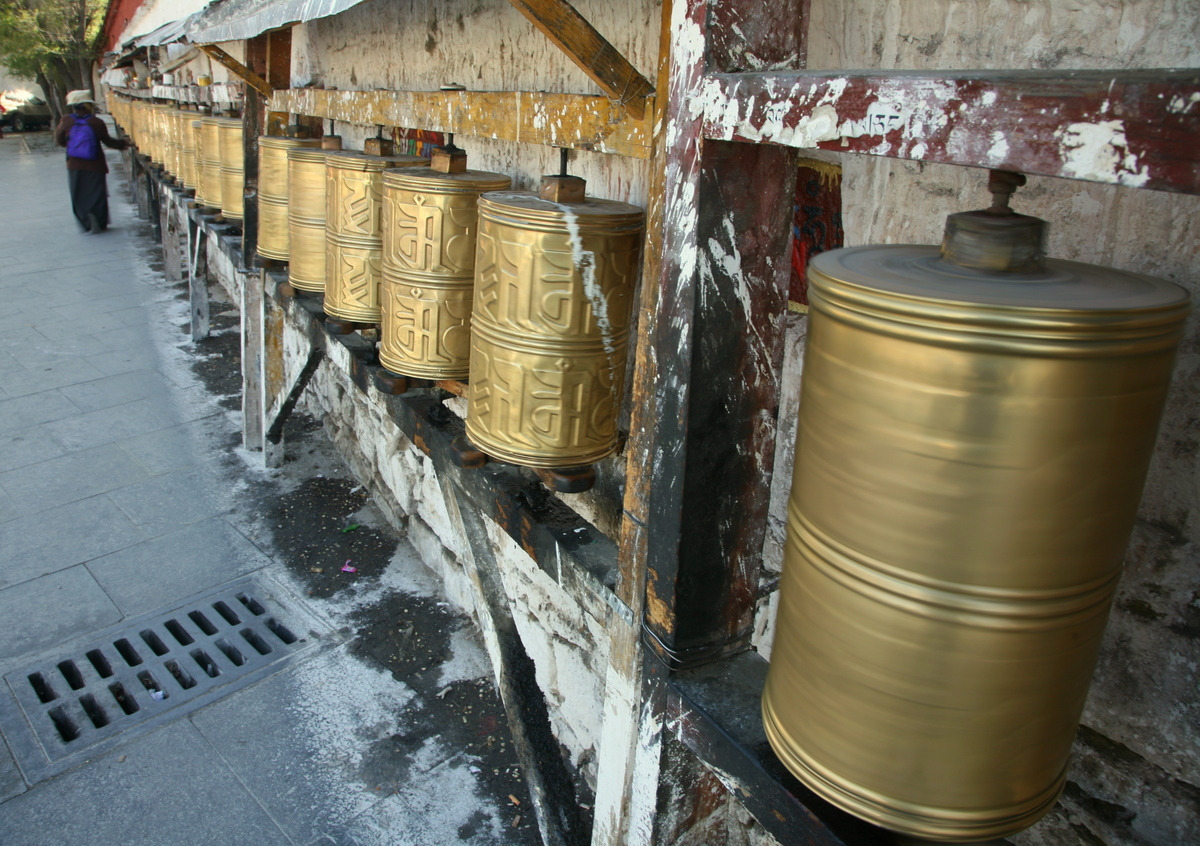
Imakerekek a Potala aljánál - Lhásza, Tibet
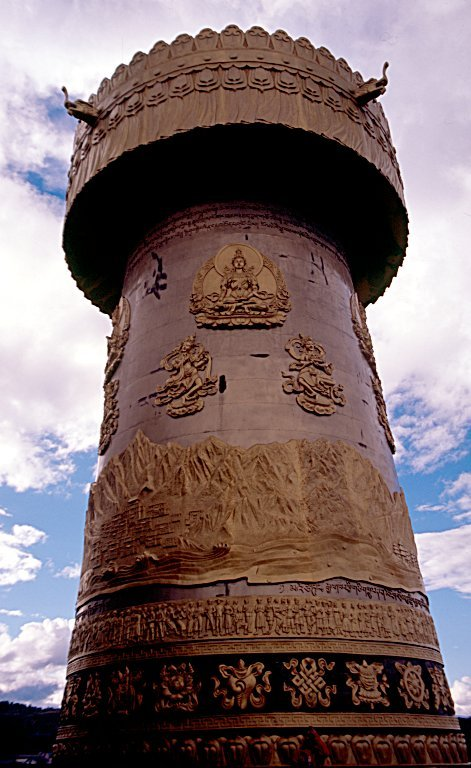
Imakerék a Dukezong templomban Sangrila, Jünnan
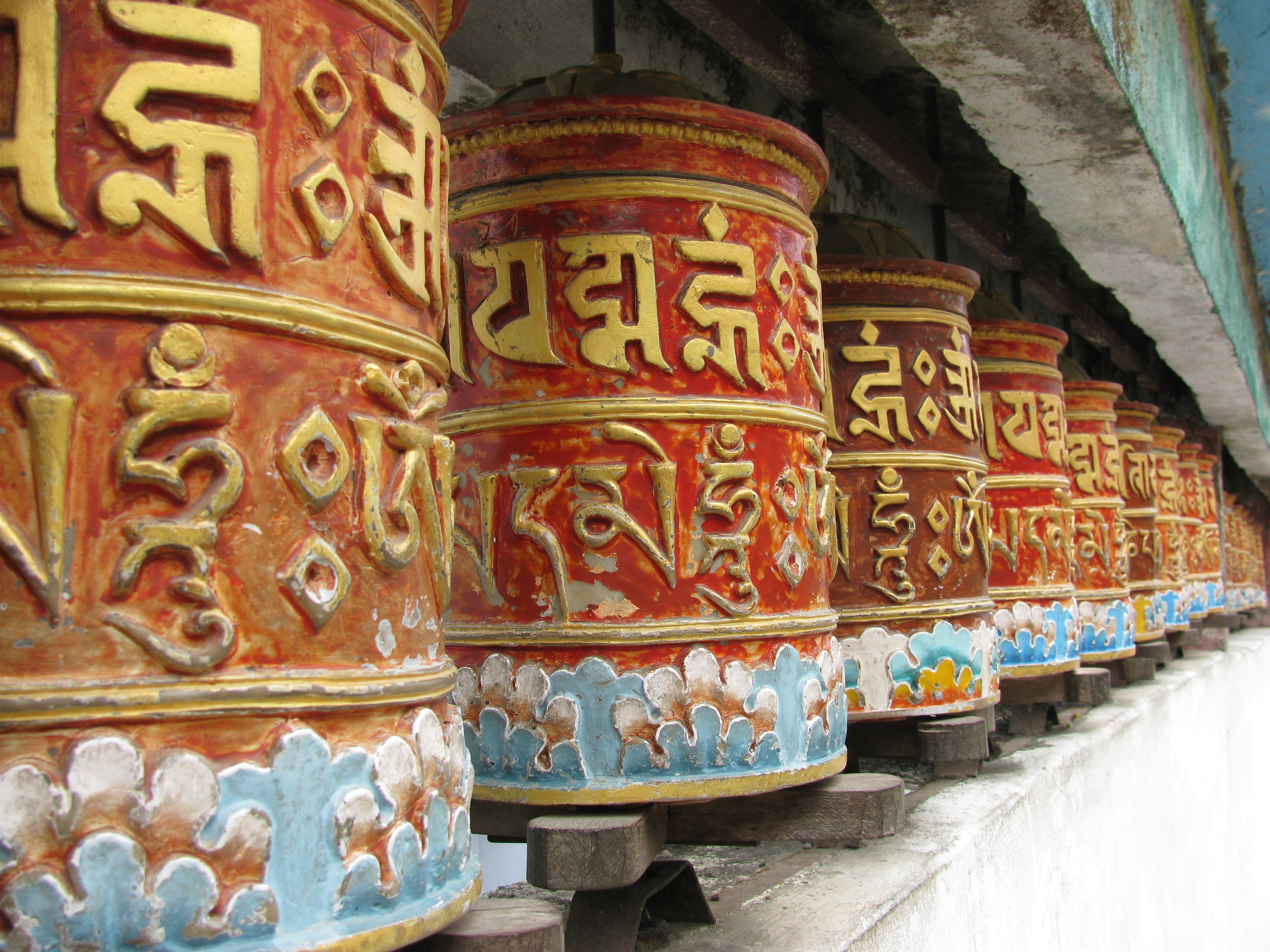
Imakerekek a Rumtek kolostorban
Címerben szereplő imakerekek
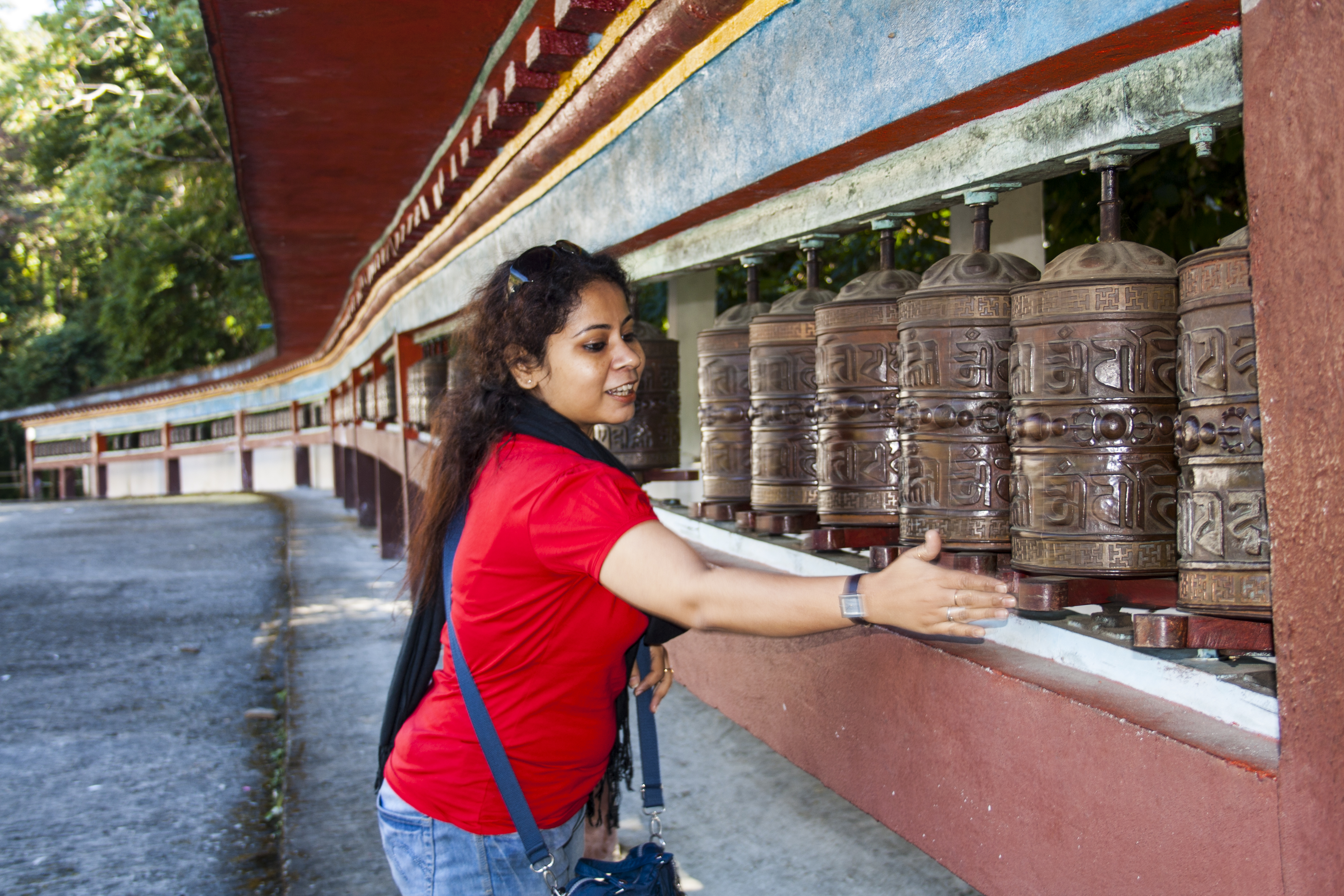
Rumtek kolostor - imakerék